# Nuntebō

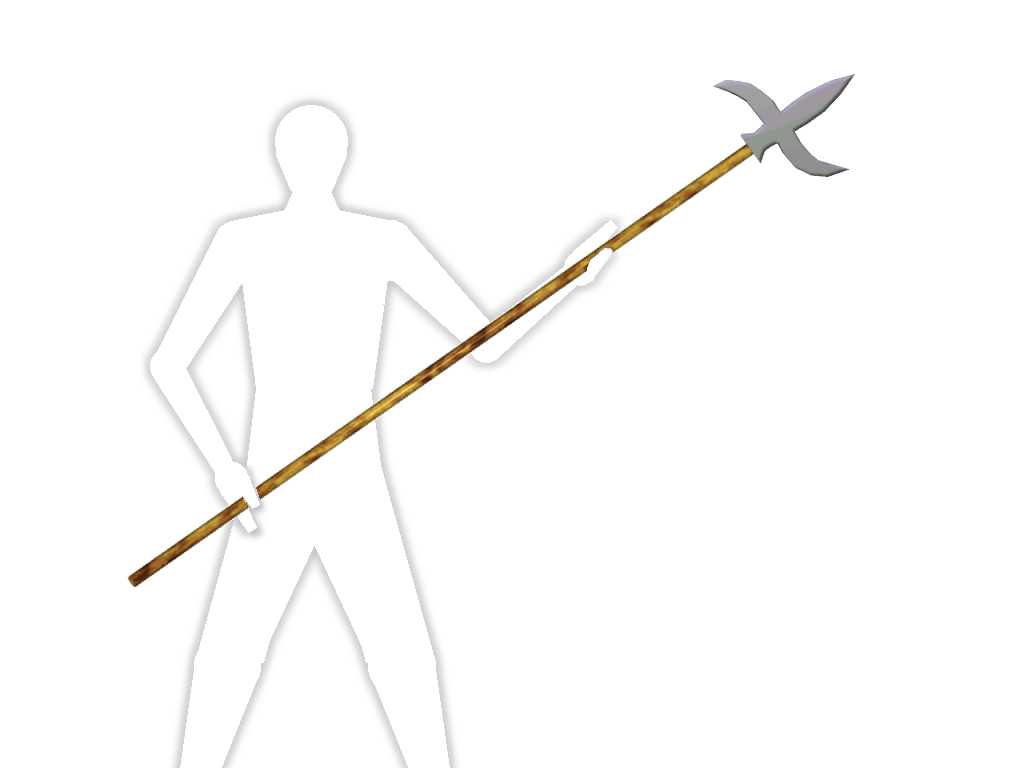
Nuntebō mit Manjisai als Spitze

Ein Nuntebō [nɯnteboː] (jap. 抜手棒, wörtlich: Zieh-Hand-Stecken) ist eine okinawanische Kobudō-Waffe.

## Beschreibung
Die Waffe besteht aus einem Sai oder einem Manjisai, das auf einen fünf Shaku (ca. 1,50 m) langen Bō aufgesteckt wurde.

## Geschichte
Die Ursprung des Nuntebo ist unklar. Angeblich soll dieser von den Fischern als Harpune verwendet worden sein. 
Eine andere Meinung besagt, dass die Waffe bereits chinesischen Ursprungs sei. Allerdings gibt es dafür kaum Beweise. Wahrscheinlicher ist es, dass die Technik zur Führung der Waffe teilweise von chinesischen Speerkämpfern übernommen wurde, die Waffe selbst jedoch okinawanischen Ursprungs ist.
Diese Waffe wird besonders in Matayoshi-Kobudo trainiert.

## Kata
Die folgenden Kata verwenden diese Waffe:
- Tsuken no nuntebō